# NStB Ransko, Reichenberg és Strahow
Az NStB  Ransko, Reichenberg és Strahow szerkocsisgőzmozdony-sorozat  az osztrák-magyar k.k. Nördlichen Staatsbahn (NStB)-nál.
A három mozdonyt a William Norris építette Bécsben 1846-ban. Ezek voltak a Norris bécsi gyárának első és egyben utolsó mozdonyai, mivel a gyár hamarosan csődbe ment és Georg Sigl vásárolta meg.
Az NStB a mozdonyoknak a RANSKO, REICHENBERG és STRAHOW neveket, valamint a 26-28 pályaszámokat adta.
Amikor 1855-ben a StEG felvásárolta az NStB-t, a mozdonyokat átszámozta 55-57 pályaszámúra. 1865-ben selejtezték őket.

## Fordítás
- Ez a szócikk részben vagy egészben  a   NStB – Ransko, Reichenberg und Strahow című német Wikipédia-szócikk fordításán alapul.  Az eredeti cikk szerkesztőit annak laptörténete sorolja fel. Ez a jelzés csupán a megfogalmazás eredetét és a szerzői jogokat jelzi, nem szolgál a cikkben szereplő információk forrásmegjelöléseként. Az eredeti szócikk forrásai szintén ott találhatóak.